# Messerschmitt Me 328
Dimensions
Le Messerschmitt Me 328 est un projet de chasseur à réaction conçu en Allemagne par Messerschmitt vers la fin de la Seconde Guerre mondiale. Ce projet ne débouchera pas sur une fabrication en série ou un usage opérationnel.

## Conception
Le Me 328 a été conçu à l'origine comme chasseur parasite. Il devait être largué d'un bombardier pour le protéger contre les intercepteurs ennemis, avec possibilité de récupération ultérieure. 
Plusieurs entreprises collaborent pour sa réalisation : DFS (Deutsche Forschungsanstalt für Segelflug) construit plusieurs prototypes sans moteur, qui effectuent beaucoup de vols remorqués, et l'avion de pré-série est assemblé chez Jacobs-Schweyer. Après diverses modifications du projet, à l'automne 1943 le prototype V1 commence ses essais comme planeur, largué depuis un Dornier Do 17 qui le transporte sur son dos jusqu'à l'altitude requise. 
Des essais motorisés sont effectués avec deux réacteurs Argus As 014 de 300 kgp placés à l'arrière du fuselage, mais ils posent de sérieux problèmes. Des essais sont ensuite réalisés avec les tuyères placées sous les ailes, mais leurs vibrations endommagent la structure en bois. Ces pulsoréacteurs également utilisés pour la bombe volante V-1 sont inadaptés pour un intercepteur, car ils manquent de puissance.

## Variantes
La chasseur A-1 possède deux tuyères sous les ailes, et le A-2 quatre sur le fuselage. L'armement est composé de deux canons Mauser MG 151 de 20 mm sur le A-1, et de deux canons Rheinmetall-Borsig MK 108 de 30 mm sur le A-2. 
Une version d'assaut est également étudiée, chasseur-bombardier avec une charge de bombes allant jusqu'à 1 400 kg. Le B-1 a deux moteurs sous les ailes, et le B-2 des tuyères plus grandes, de 400 kgp chacune. 
Le décollage s'effectue depuis un chariot muni de fusées ou par d'autres moyens. Une version devait être catapultée à partir d'un sous-marin (U-boot). Vers la fin de la guerre, il est même envisagé de s'en servir en tant que selbstopfer (kamikaze). Finalement aucune version n'aura d'emploi opérationnel avant la chute du Troisième Reich.